# Zaretxni (Kubànskaia)
|  | Per a altres significats, vegeu «Zaretxni». |

Zaretxni - Заречный (rus) - és un khútor del krai de Krasnodar, a Rússia. Es troba als vessants septentrionals del Caucas occidental, a la vora dreta del riu Pxekha, a 15 km al nord d'Apxeronsk i a 75 km al sud-est de Krasnodar.
Pertany a l'stanitsa de Kubànskaia.